# Michael Kloss
Michael Kloss (* 30. Oktober 1959 in Korbach; bürgerlich Michael Kallinen) ist ein deutscher Autor und Regisseur.

## Leben
Nach dem Studium der Germanistik in Frankfurt am Main stand er zunächst in kleinen Rollen auf der Bühne und arbeitete als Regieassistent für div. Produktionen.
1985 bis 2005 war er Gesellschafter des legendären Klappmaul Theater, für das er etliche Stücke schrieb und inszenierte. Er führte außerdem Regie bei zahlreichen Kinder- und Jugendtheaterproduktionen (u. a. unterhaus Mainz, Theaterhaus Frankfurt, Hessisches Landestheater Marburg) und inszenierte Werke für Schauspiel, Musiktheater und Oper an div. Bühnen (u. a. Oper Frankfurt, Luzerner Theater, Carinthischer Sommer); Zusammenarbeit u. a. mit Manfred Roth, Harald Weiss, Sylvain Cambreling, Peter Mussbach, Gerhard Schedl, Veit Volkert.
Als Autor verfasste er unter anderem die Bühnenstücke „Sofa Trilogie“, „Eiszeit“ und „Verdammt positiv“ sowie Drehbücher für zwei Magazinsendungen.
1995 bis 1998 moderierte er mit Christian Spanik für 3sat das Magazin „NEUES... – der Anwenderkurs“.
In Zusammenarbeit mit dem Film- und Fernsehregisseur Peter Schönhofer entstanden die Fernsehserie „Computer für Kids“ (1995–1996), die Verfilmung der Sofa Trilogie (2005), das Roadmovie „Rolando Villazón: Mein Mexiko“ (2010) und Theater- und Opernaufzeichnungen für ZDFtheaterkanal, 3sat und ARTE.
Ebenfalls zusammen mit Peter Schönhofer entwickelte er 2013 ein neuartiges Regiesystem (Live2Edit) für Mehrkameraproduktionen, welches es ermöglicht, unmittelbar nach der Aufzeichnung eines Live-Events eine sofort editierbare Multicam-Sequenz des Liveschnitts für ein nonlineares Schnittsystem zu erstellen.
Seit 1992 ständiges Beiratsmitglied der Hannchen-Mehrzweck-Stiftung.
Seit 2014 einer der Geschäftsführer der Live2Line GmbH in Frankfurt.

## Privatleben
2017 heiratete er Harry Kallinen, mit dem er seit 2001 eine eingetragene Lebenspartnerschaft führte.

## Bühnenwerke
- Tanz der Viren. Szenen zum Thema HIV und AIDS. 1985 (zusammen mit der Theatergruppe Die Maintöchter)
- Sofa Trilogie
  - Reise zum Mittelpunkt des Sofas. 1990
  - Das Sofa schlägt zurück. 2000
  - Sofadämmerung. 2004
- Eiszeit. 1993
- Goldkind. Bühnenadaption des gleichnamigen Romans von Eva Demski. 1994 (zusammen mit Manfred Roth)
- Karneval der Tiere. Textfassung zur Musik von Camille Saint-Saëns. 1996 (zusammen mit Manfred Roth und Hansgeorg Mahler)
- Herbert Haseweis. 2002
- Verdammt positiv. Jugendtheaterstück zum Thema HIV und AIDS. 2005
- Gute Saiten, schlechte Seiten. 2014 zusammen mit Mahagonny Cello Quartett, Tobias Kästle, Thomas Korte

## Drehbücher
- NEUES... – der Anwenderkurs. 1995–1998 (zusammen mit Christian Spanik)
- NEUES... – Computer für Kids. 1995–1996 (zusammen mit Christian Spanik und Hansgeorg Mahler)

## Regiearbeiten (Auswahl)
- Hemden mögen's heiß. Klappmaul Theater, 1998
- Reise zum Mittelpunkt des Sofas. Klappmaul Theater, 1990
- Eiszeit. Klappmaul Theater, 1993
- Wozzeck. Oper Frankfurt, 1994 (Regie der Puppenszene, Inszenierung Peter Mussbach)
- Oberon. Oper Frankfurt, 1995 (Regie der Puppenszenen zusammen mit Manfred Roth, Inszenierung Veit Volkert)
- Wilder Panther, Keks. unterhaus Mainz, 1998
- Reststrom. Stalburg Theater, Frankfurt, 2006
- Der Engel und das blaue Pferd. Hessisches Landestheater Marburg, 2007
- Oberon. Theater Freiburg, 2009 (zusammen mit Manfred Roth)
- Professor Humbug und der Sparlampenleuchtstoffröhrendiodenfisch unterhaus Mainz, 2010
- Professor Humbug und der Rheinstromschnellenwelleneffekt unterhaus Mainz, 2017

## Filmeditor / Co-Editor (Auswahl)
- Maria Stuart. Thalia Theater (Hamburg), 2008, Inszenierung Stephan Kimmig
- Liebe Macht Tot(d) – Schüler spielen Shakespeare. Berlin, 2008
- Hiob. Münchner Kammerspiele, 2009, nach Joseph Roth, Bearbeitung Koen Tachelet, Inszenierung Johan Simons
- Der Weibsteufel. Akademietheater (Wien), 2009. Inszenierung Martin Kušej
- Aterballetto tanzt: Come Un Respiro & Le Sacre. Baden-Baden, 2011. Choreographie Mauro Bigonzetti
- John Gabriel Borkman Akademietheater (Wien), Inszenierung Simon Stone
- Schwanensee Ballett am Rhein (Düsseldorf) 2018, Choreographie Martin Schläpfer
- Graf Öderland Residenztheater München, 2021, Inszenierung Stefan Bachmann

Fernsehregie bei allen vorgenannten Produktionen Peter Schönhofer